# George Stewart (piłkarz)
George Stewart (ur. 11 grudnia 1882, zm. 10 listopada 1962) – szkocki piłkarz, który występował na pozycji napastnika.
Zawodową karierę rozpoczął w Hibernianie, w którym grał przez dwa lata. W maju 1906 przeszedł do Manchesteru City. W klubie z Manchesteru rozegrał 93 mecze w lidze i zdobył 11 bramek. W czerwcu 1911 odszedł do Partick Thistle.

## Występy w reprezentacji
W reprezentacji Szkocji zadebiutował 3 marca 1906 w meczu przeciwko Walii. W sumie w kadrze narodowej wystąpił cztery razy.
| Lp. | Data            | Miejsce           | Mecz             | Wynik | Bramki | Rozgrywki                 |
| --- | --------------- | ----------------- | ---------------- | ----- | ------ | ------------------------- |
| 1.  | 3 marca 1906    | Tynecastle Park   | Szkocja – Walia  | 0:2   |        | British Home Championship |
| 2.  | 7 kwietnia 1906 | Hampden Park      | Szkocja – Anglia | 2:1   |        | British Home Championship |
| 3.  | 4 marca 1907    | Racecourse Ground | Walia – Szkocja  | 1:0   |        | British Home Championship |
| 4.  | 6 kwietnia 1907 | St James’ Park    | Anglia – Szkocja | 1:1   |        | British Home Championship |

## Sukcesy
Hibernian
- Mistrzostwo Szkocji (1): 1902/1903